# Ladislav Zikmund-Lender
Ladislav Zikmund-Lender (* 26. listopadu 1985) je český historik umění, zabývá se architekturou a designem 19. a 20. století a queer studies v dějinách umění. Užívá též jméno Ladislav Jackson.

## Život a dílo
Je synem historika Jiřího Zikmunda a etnografky Zdeny Lenderové. Absolvoval Biskupské gymnázium Hradec Králové (2001–2005). Vystudoval dějiny umění na Katolické teologické fakultě Univerzity Karlovy (2005–2011) v Praze a Masarykově univerzitě v Brně (2011–2014), kde také získal titul PhDr.
V letech 2012–2014 působil v Národním památkovém ústavu, např. jako redaktor časopisu Zprávy památkové péče, věnoval se výzkumné činnosti. V roce 2012 připravil výstavu What a Material: Queer Art from Central Europe v Amsterdamu. V letech 2013–2014 se angažoval v iniciativě za záchranu Hotelu Praha, o kterém také publikoval. Zabývá se mj. architekturou Hradce Králové 20. století. V Hradci Králové byl v letech 2014–2016 členem městské komise pro městské památky. V letech 2014–2018 psal pravidelné komentáře k dění v architektuře a památkové péči na Artalk.cz.
V letech 2016–2017 pobýval díky Fulbright-Masarykovu stipendiu na University of California v Berkeley. Přednáší v Ústavu věd o kultuře Jihočeské univerzity v Českých Budějovicích, spolupracuje s Filozofickou fakultou Univerzity Hradec Králové.
V dubnu 2018 se na základě výběrového řízení stal odborným asistentem Katedry teorie a dějin umění Fakulty výtvarných umění Vysokého učení technického v Brně.

## Publikace
Výběr z publikací:
- (a Jan Florentýn Báchor). Kostel Božského Srdce Páně v Hradci Králové: architektura, vybavení, proměny: 1928–1932. Hradec Králové: Římskokatolická farnost Hradec Králové – Pražské Předměstí, 2022. ISBN 978-80-11-01997-6.
- (ed. a Helena Čapková, ed.) Mýtus architekta: Jan Kotěra 150. Praha: Vysoká škola uměleckoprůmyslová v Praze, 2021. Kap. „Není tu také rázovitých lidí“: Jan Kotěra ve Spojených státech; Jan Kotěra a Akademie výtvarných umění; Nový styl pro novou republiku: Představa Jana Kotěry o reprezentaci Československa; Architektovy obrazy: Texty Jana Kotěry; Obrazy architekta: Texty o Janu Kotěrovi. ISBN 978-80-88308-41-6 (VŠUP), 978-80-88366-16-4 (Akademie výtvarných umění), 978-80-907128-5-0 (Zikmund Ladislav – Pravý úhel)
- (ed. a Zdena Lenderová, ed., a Jiří Zikmund, ed.) Muzeum v Hradci Králové na historických fotografiích. 2., přeprac. a dopl. vyd. Hradec Králové: Muzeum východních Čech v Hradci Králové, 2020. ISBN 978-80-87686-37-9.
- (statě in:) BRŮHOVÁ, Klára et al. Prototyp 2019–2020. Praha: Vysoká škola uměleckoprůmyslová v Praze, 2020. ISBN 978-80-88308-49-2.
- (ed.) Vily a rodinné domy v Hradci Králové 1900–1950. Fot. Jiří Zikmund. Hradec Králové: Pravý úhel, 2020. ISBN 978-80-907128-4-3.
- Building-Blocks-Like Living Rooms. Unit Furniture in Czechoslovakia. In: GEORGESCU, Livia et al. Czechoslovak Home: objects and items found in Romania. Bucharest: Czech Centre Bucharest, 2019, s. 104–117. ISBN 978-973-0-29125-4.
- Trmalova vila. 2. přeprac. vyd. Praha: Foibos Books, 2019. ISBN 978-80-88258-20-9.
- Tvary, barvy, pohodlí: Nábytek Jitona. V Chebu: Galerie výtvarného umění v Chebu, 2019. ISBN 978-80-87395-40-0.
- (statě in:) ČERNÁ, Iveta et al. Stavby století Čech, Moravy a Slezska 1918–2018. Praha: Foibos books, 2018. Edice Slavné stavby. ISBN 978-80-88258-09-4.
- Struktura města v zeleni: Moderní architektura v Hradci Králové. Hradec Králové: Pravý úhel v koedici s Filozofickou fakultou Univerzity Hradec Králové, 2017. ISBN 978-80-907128-0-5.
- „K zdravému vývoji státní myšlenky pevným směrem.“ Budování národní kulturní identity Československa svobodnými zednáři v letech 1918–1938. In: BARTLOVÁ, Milena a kol. Co bylo Československo? Praha: VŠUP, 2017, s. 80–91. ISBN 978-80-87989-23-4.
- Urbanismus a architektura 20. století. In: BLÁHA, Radek a kol. Hradec Králové. Praha: NLN, Nakladatelství Lidové noviny, 2017, s. 682–720. Edice Dějiny českých, moravských a slezských měst. ISBN 978-80-7422-504-8.
- Jan Kotěra v Hradci / Jan Kotěra in Hradec. Hradec Králové: Pravý úhel, 2016. ISBN 978-80-905271-6-4.
- Milan Rejchl: architektura a výtvarné dílo. Hradec Králové: Pravý úhel, 2016. ISBN 978-80-905271-7-1.
- „Pohrdá, utlačuje, znehodnocuje“: Realizace sochařských děl ve veřejném prostoru z pohledu památkově péče. In: BAČA, Dalibor, ed.; BARTLOVÁ, Anežka, ed. et al. Manuál Monumentu. Praha: VŠUP, 2016, s. 58–75. ISBN 978-80-87989-04-3.
- (ed.) Prostory touhy: je architektura sexy? / Spaces of desire: is architecture sexy?. Překlad Eliška Špilarová a L. Z.-L. Praha: Architectura & Galerie Jaroslava Fragnera, 2016. ISBN 978-80-88161-03-5.
- Zítřek stavíme dnes: Architektura a urbanismus Hradce Králové v letech 1945–1989, in: Monumenta Vivent: Sborník Národního památkového ústavu, územního odborného pracoviště v Josefově, 2015. https://www.academia.edu/23565530/
- Génius průměrnosti: Architekt Jindřich Freiwald v Hradci Králové, in: Monumenta Vivent: Sborník Národního památkového ústavu, územního odborného pracoviště v Josefově, 2015. https://www.academia.edu/23565486/
- (ed.) Experimentální sídliště Invalidovna. Hradec Králové: Pravý úhel ; Praha: Národní památkový ústav, 2014. „Úvod aneb hledání experimentu“, s. 9–13; „Občanská vybavenost a zeleň“, s. 42–61. ISBN 978-80-905-271-3-3.
- (ed.) Design, nábytek, interiéry: [osobnosti a sbírky nábytkového designu 19. a 20. století]. Praha [i. e. Hradec Králové]: Zikmund, 2014. Kap. Jan Kotěra a poválečný dekorativismus. Návrh bytu prezidenta Tomáše Garrigua Masaryka na Pražském hradě; Karel Prager. Interiér a nábatek v architektuře. ISBN 978-80-905271-4-0.
- (ed. a Jiří Zikmund, ed.) Architektura Hradce Králové na fotografiích Josefa Sudka. Praha: Zikmund Hradec Králové, 2014. Kap. Obraz města: cesty moderní arch. v HK. ISBN 978-80-905271-5-7.
- (ed. a Jiří Zikmund, ed.) Budova muzea v Hradci Králové 1909–1913: Jan Kotěra. Hradec Králové : Garamon, 2013. Kap. Jan Kotěra a HK; Projektování, výstavba a vybavování; Exteriéry; Interiéry; Druhý život budovy. ISBN 978-80-86472-55-3.
- Památky a paměť Židovské obce v Hradci Králové. Hradec Králové: Pravý úhel, 2013. ISBN 978-80-905271-2-6.
- Okolí Müllerovy vily. Praha : Muzeum hlavního města Prahy, 2013. ISBN 978-80-87828-03-8.
- Tři generace architektů: Václav st., Václav ml., Jan a Milan Rejchlovi. Hradec Králové : Pravý úhel, 2012. ISBN 978-80-905271-1-9.
- Ochránkyně Pražských ulic. Praha : Mladá fronta, 2008. ISBN 978-80-204-1807-4.

#### Rozhovory
- ZIKMUND-LENDER, Ladislav a KUDYVEJSOVÁ, Jana (?). Historik umění Ladislav Zikmund Lender – cyklus přednášek Moderní Hradec. In: Český rozhlas [online]. [Host ve studiu.] 18. 2. 2014 [cit. 3. 9. 2023]. Dostupné online
- ZIKMUND-LENDER, Ladislav a Bára ŠICHANOVÁ. Kvér o queer v umění, architektuře a Hradci Králové. In: Český rozhlas [online]. 9. červen 2014 [cit. 3. 9. 2023]. [Minuta 0:15:44 až 0:51:10]. Dostupné online
- ZIKMUND-LENDER, Ladislav a SCHMIDT, Jakub (?). Ladislav Zikmund Lender a stopy a projekty architekta Jana Kotěry v Hradci Králové. Jaký byl jeho urbanistický plán? Co stálo za jeho poválečným návratem, jaký Kotěrův nábytek se v Hradci Králové dochoval? In: Český rozhlas [online]. [Dobré ráno Českého rozhlasu Hradec Králové.] 27. dubna 2016 (?). Dostupné online
- ZIKMUND-LENDER, Ladislav a SCHMIDT, Jakub. Co spojuje Ameriku, Jana Kotěru, Hradec a Ladislava Zikmunda Lendera? Moderní architektura!. In: Český rozhlas [online]. [Host ve studiu.] 22. září 2017 [cit. 3. 9. 2023]. Dostupné online
- ZIKMUND-LENDER, Ladislav a ?. Ochrana kulturního dědictví se neobejde bez občanské neposlušnosti. In: Český rozhlas [online]. [ČRo Vltava. Vizitka.] 4. červen 2018 [cit. 3. 9. 2023]. [K audiu již vypršela autorská práva.] Stručný text (autor: lum): Dostupné online
- ZIKMUND-LENDER, Ladislav a SCHMIDT, Jakub. Jan Kotěra, rozporuplná postava české moderní architektury. Dokázal skvěle skloubit staré s novým. In: Český rozhlas [online]. [Host ve studiu.] 7. října 2021 [cit. 3. 9. 2023]. Dostupné online